# همسریش
همسریش یک روستا در ایران است که در شهرستان سیرجان واقع شده‌است.